# Broccostella
Broccostella ist eine mittelitalienische Gemeinde in der Region Latium, Provinz Frosinone, mit 2614 Einwohnern (Stand 31. Dezember 2024). Sie liegt 32 km nordöstlich von Frosinone und 114 km östlich von Rom.

## Geographie
Broccostella liegt auf einem Hügel am Beginn des Tals des Comino oberhalb von Sora. Es ist Mitglied der Comunità Montana Valle di Comino.

## Bevölkerungsentwicklung
| Jahr      | 1861 | 1881 | 1901 | 1921 | 1936 | 1951 | 1971 | 1991 | 2001 |
| --------- | ---- | ---- | ---- | ---- | ---- | ---- | ---- | ---- | ---- |
| Einwohner | 1027 | 1310 | 1539 | 1702 | 2048 | 2261 | 1729 | 2396 | 2646 |

Quelle: ISTAT

## Politik
Domenicc Urbano (Lista Civica: Per Broccostella) wurde am 26. Mai 2019 zum neuen Bürgermeister gewählt.